# Mesopolobus gallarius
Mesopolobus gallarius är en stekelart som beskrevs av Dzhanokmen 1979. Mesopolobus gallarius ingår i släktet Mesopolobus och familjen puppglanssteklar.
Artens utbredningsområde är Kazakstan. Inga underarter finns listade i Catalogue of Life.